# Кузнецов, Алексей Алексеевич (музыкант)
Алексе́й Алексе́евич Кузнецо́в (род. 6 сентября 1941, Челябинск, РСФСР, СССР) — советский и российский джазовый музыкант (гитарист), композитор, педагог, популяризатор джазовой гитары. Народный артист Российской Федерации (2001). Яркий представитель джазового мейнстрима. Долгие годы работал в составах Эстрадно-симфонического оркестра Центрального телевидения и Всесоюзного радио под управлением Юрия Силантьева и Государственного симфонического оркестра кинематографии, совмещая работу по записи эстрадной музыки с параллельной джазовой деятельностью. Сотрудничал с ведущими советскими джазменами своего поколения. Участник международных джазовых фестивалей в СССР и России, США, странах Европы и Азии.

## Биография

### Ранние годы
Родился 6 сентября 1941 года в Челябинске, куда во время войны была эвакуирована семья Кузнецовых. Прибыв из эвакуации в Москву, провёл детские и юношеские годы на Ново-Басманной улице.
На становление Кузнецова как музыканта сильно повлиял отец — Алексей Алексеевич Кузнецов-старший (р. 1913), известный гитарист, автор получившего известность фокстрота «Летний вечер». Помимо практических уроков и разрешения пользоваться аппаратурой, отец Кузнецова вместе с ним занимался джазовым самообразованием, в том числе через совместное прослушивание авторской передачи Уиллиса Коновера на «Голосе Америки» и прочих запрещённых к трансляции на территории СССР радиопрограмм.
В 1956-м, ещё будучи школьником, по рекомендации отца вошёл в состав любительского оркестра при Институте внешней торговли, исполнявшего эстрадный репертуар. В тот же период Кузнецов, вдохновившись музыкой оркестров Олега Лундстрема, Бориса Ренского и Эдди Рознера, приобрёл самодельную ударную установку и некоторое время практиковался и выступал в качестве барабанщика, добившись определённых успехов. В девятом классе школы организовал собственный эстрадный ансамбль при участии одноклассников Игоря Вольнова (ударные), Виктора Балабайкина (аккордеон), Адика Фоминского (аккордеон) и Юрия Зевакина (вокал), с которым дебютировал на одном из школьных вечеров со смешанным репертуаром, включавшим джазовый стандарт «Lullaby Of Birdland».
После школы поступил в московское Музыкальное училище им. Октябрьской революции по классу домры (преподаватель — Дмитрий Петрович Александров): формальное обучение по классу шестиструнной гитары, на которой уже играл Кузнецов, не велось, так как она считалась идеологически чуждым инструментом, а в класс семиструнной («русской») гитары он принят не был, не впечатлив приёмную комиссию. В процессе обучения Кузнецов уделял профильному инструменту мало внимания, специализируясь на ударных в училищном оркестре народных инструментов, а также посещал факультатив по шестиструнной гитаре у преподавателя Георгия Ивановича Яманова. В студенческие годы начал выступать в ресторанах и работал таким образом с 1958 по 1962 год, исполняя эстрадную музыку с весьма малой долей джаза. Наиболее заметной площадкой этого периода стал для него престижный Антресольный Зал гостиницы «Украина», где Кузнецов работал в квартете аккордеониста Виктора Колбасина, участника МОМА (Московского объединения музыкальных ансамблей), по его личному приглашению. Работа в ансамбле Колбасина стала первой официальной записью в трудовой книжке Кузнецова.

### Профессиональное становление
«Настоящую» (с его собственных слов) джазовую деятельность Кузнецов начал в 1959 году в составе оркестра Московского института химического машиностроения под руководством Бориса Семёновича Фиготина, участниками которого были получившие впоследствии известность в советских джазовых кругах пианист Владимир Кулль и трубач Владислав Грачёв. Оркестр выступал преимущественно на институтских танцевальных вечерах.
Окончив училище в 1962 году, работал (с 1962 по 1974, с перерывом на военную службу) в Эстрадно-симфоническом оркестре Центрального телевидения и Всесоюзного радио под управлением Юрия Силантьева, где стал прямым преемником отца (Кузнецову-старшему отказывали в увольнении, пока он не предложит себе достойную замену). На рубеже 1959-1960 познакомился с гитаристом Николаем Громиным, с которым у Кузнецова сформировалось крепкое творческое содружество. В их дуэте Кузнецов выполнял поначалу, в основном, функции аккомпаниатора, хотя оба музыканта способствовали творческому росту друг друга; со временем их роли аккомпаниатора и солиста практически выровнялись. Долгое время, вплоть до возвращения Кузнецова из армии, этот состав ограничивался репетициями, не имея возможности реальных выступлений, однако Кузнецов считает именно дуэт с Громиным своим первым самостоятельным проектом. Кузнецов и Громин регулярно играли для заработка на свадьбах в квартете, в состав которого входили также барабанщик Валентин Погожев и контрабасист/вокалист Владимир Чернов. Кузнецов регулярно выступал в кафе «Романтики» на Комсомольском проспекте с постоянным составом, куда входили Марк Терлицкий (контрабас), Александр Салганник (ударные), Михаил Цуриченко (альт-саксофон) и вокалисты Генрих Гиндин и Лола Хомянц.
В 1964 году Кузнецов был призван в ряды Вооружённых Сил и в 1964-1967 годах проходил срочную службу в Советской Армии, получив распределение в радиотехнические войска ПВО СССР. В первый же год службы супруга привезла Кузнецову в Арзамас-2, где он обучался военной специальности радиста, гитару и усилитель. Вместе с сослуживцем Виталием Баниным (выпускником Гнесинского училища по классу баяна) Кузнецов организовал дуэт, с которым регулярно играл за пределами части, параллельно выступая с военным оркестром на малом барабане. Через восемь месяцев службы Кузнецов был переведён в ансамбль песни и пляски Московского округа ПВО под управлением Александра Фёдоровича Тупицина, который базировался в Доме Офицеров ПВО (ул. Павловская). Мягкий режим службы позволил регулярно покидать расположение части и выступать в штатском. В период службы в Москве Кузнецов не только продолжил репетиции и выступления с Николаем Громиным и в джаз-кафе «Синяя Птица» (которые начались незадолго до его призыва), но и принял участие в первых московских джазовых фестивалях.

### Эпоха звукозаписи и широкого признания
В 1965 г. на сборнике «Джаз-65» фирмой грамзаписи «Мелодия» выпущена первая грамзапись с участием Кузнецова — пьеса «Вечерняя песня» (композитор — Василий Соловьёв-Седой), исполненная квартетом пианиста Владимира Кулля на Втором Московском фестивале молодёжных джазовых ансамблей. Фестиваль стал достаточно крупным событием для СССР, чтобы радиостанция «Голос Америки» посвятила ему отдельный блок передач; упомянутая запись была поставлена в эфир ведущим передачи Уиллисом Коновером и названа «Evening Song».
Кузнецов принял участие в четырёх Московских джаз-фестивалях подряд: в 1965-м и 1966-м в составе квартета Владимира Кулля, в 1967-м — в трио с басистом Анатолием Соболевым и барабанщиком Игорем Левиным (получив диплом жюри за авторскую композицию «Заводные игрушки»), в 1968-м — в трио с Иваном Васениным и Владимиром Мосуновым. С последним из названных составов Кузнецов впервые исполнил свою авторскую пьесу «Алёша», посвящённую родившемуся у него сыну и ставшую одним из стандартов советского джаза (пьеса впоследствии включена в нотную антологию Владимира Симоненко «Мелодии джаза», изданную в 1984 г. советским издательством «Музична Украiна»).
Записи с участием Кузнецова продолжили регулярно выходить в 1960-х и 1970-х, как в формате долгоиграющих виниловых пластинок, так и на сборниках и «миньонах» (небольших пластинках диаметров 7 дюймов, содержавших 1-2 композиции на каждой из сторон). В 1969-м он принял участие в записи квартета Игоря Бриля, которая стала первой в истории советской джазовой записью с использованием электрооргана. В 1973 на «миньоне» вышли его первые совместные записи с Николаем Громиным (в составе квартета под именем «Московская гитара»), в том же 1973-м — симфоджазовые сессии композитора Алексея Мажукова.

Одно из редких альтернативных изданий альбома «Джордж Гершвин. Популярные мелодии», в оформлении которого перепутаны местами фотографии Кузнецова и Исплатовского

Закончив работу в оркестре Гостелерадио СССР в 1974 году, непродолжительное время проработал в Ансамбле советской песни Центрального телевидения и Всесоюзного радио под управлением художественного руководителя Виктора Краснощёкова, откуда вместе с группой ведущих музыкантов-джазменов (Николаем Левиновским, Виктором Двоскиным, Виктором Епанешниковым) перешёл в Государственный эстрадно-симфонический оркестр Азербайджана под управлением Муслима Магомаева.
В 1975 поступил на работу в Государственный симфонический оркестр кинематографии. Благодаря долговременной работе в составе этого коллектива гитара Кузнецова звучит в музыке к множеству известных советских фильмов, среди которых «Семнадцать мгновений весны», «Мимино», «Жестокий романс», «Гардемарины, вперед!» и т.п.. Практически сразу (в том же 1975-м) в структуре этого оркестра Кузнецовым был создан джазовый квартет солистов. В него вошли Алексей Исплатовский (контрабас), Игорь Назарук (фортепиано) и Андрей Чернышев (ударные). Квартет выпустил в 1978 году альбом «Утверждение», а в 1979 принял участие в фестивале «Jazz Jamboree» в Варшаве (вместо Чернышева на сцене был польский барабанщик Казимеж Йонкиш). Кроме чисто джазовой работы, этот квартет много работал с композитором Мурадом Кажлаевым, став постоянным составом для записей и концертного исполнения его музыки.
В 1977 году Кузнецов выпустил в составе трио пианиста Леонида Чижика альбом «Джордж Гершвин. Популярные мелодии». Эта работа стала первым в его дискографии полномасштабным долгоиграющим альбомом, в котором артист принял участие в записи всех композиций в качестве основного музыканта состава. Продолжающиеся выступления с Николаем Громиным привели к появлению в 1978 году первой работы в качестве полноправного солидера (альбом «Джанго. Джазовые композиции»). Впоследствии дуэт выпустит пластинку «Спустя десять лет», а в 1998-м году оба альбома будут переизданы на компакт-диске под характерным названием «Верные друзья». Постоянное сотрудничество с Громиным прекратилось из-за его брака с датчанкой и последовавшей эмиграции, однако во время приездов Громина в СССР и Россию проект вновь и вновь возрождался.
В 1981-м Алексей Кузнецов выпустил свою первую сольную пластинку «Голубой коралл», ставшую единственной, где он использует эффекты обработки звука непосредственно при исполнении музыки. Помимо джазовых стандартов, альбом включил одноимённую авторскую композицию в джаз-роковой стилистике, что было совершенно нехарактерно для Кузнецова; тем не менее, запись стала одной из самых популярных в его дискографии и выдержала несколько переизданий в СССР, России и за рубежом.
В течение 1980-х Кузнецов регулярно выступал в разных составах на международных фестивалях и гастролях в Европе, США и Азии, в том числе в Праге (с Георгием Гараняном, 1982), Бомбее (с Тамазом Курашвили и Давидом Джапаридзе, 1982), в Польше (с группой «Каданс» под управлением Германа Лукьянова, 1984), Сингапуре (1986), Вашингтоне, Нью-Йорке, Солт-Лейк-Сити (с группой Игоря Бриля, 1988), принимал участие в крупных джазовых фестивалях в СССР — в Москве (1980, 1982, 1984, 1986, 1988), Ленинграде (1983), Донецке (1985), Одессе, Тбилиси.

Обложка альбома «Голубой Коралл»

В 1988 году Кузнецов в составе трио с Александром Фишером (труба) и Анатолием Соболевым (контрабас) провёл уникальное прямое выступление перед космонавтами Владимиром Титовым и Мусой Манаровым, которые на тот момент находились на орбитальной станции уже более четырёх месяцев.

### Постсоветский период
Во время спада в российской джазовой индустрии, вызванного последствиями распада СССР, Кузнецов активно занимался просветительской и образовательной деятельностью, проводил регулярные мастер-классы, выступал по телевидению и на радио. С 1996 года являлся художественным руководителем ансамбля «Джаз-аккорд», базировавшегося в салоне музыкальных инструментов «Аккорд» на ул. Нижняя Масловка, и по предложению руководителя магазина Сергея Сперанского проводил мастер-классы для всех желающих (в 1996-1998 — еженедельно). В указе о присвоении звания Народного Артиста России был впоследствии профессионально позиционирован именно в качестве руководителя этого ансамбля, в который входили ровесники Кузнецова — тенор-саксофонист Станислав Григорьев, аккордеонист Владимир Данилин, контрабасист Анатолий Соболев, барабанщик Александр Гореткин (позже — пианист Игорь Бриль). Постоянной площадкой стал этого коллектива был зал Государственного музея музыкальной культуры имени Глинки, концерты регулярно проводились также в Московской Консерватории и в Концертном зале имени Чайковского под девизом «Общение и просветительство». Педагогическая деятельность Кузнецова, усилившаяся в постсоветский период, привела к появлению его учебника «Из практики джазового гитариста» (издания 1992 и 1993 гг.) и серии обучающих видеопрограмм «Гитара в джазе». Среди своих непосредственных учеников Кузнецов особо отмечает Максима Шибина и Игоря Захарова.
В 1992 году, незадолго до окончания работы с оркестром кинематографии, Кузнецов прошёл официальную тарификацию, позволяющую ему исполнять соло или в качестве руководителя ансамбля сольное отделение в концерте. Это позволило начать выступления с собственными проектами по филармониям, дворцам культуры и прочим крупным концертным залам, и параллельно с просветительской деятельностью Кузнецов начал больше концертировать как основной (титульный) участник мероприятий. В 1990-х и 2000-х он регулярно выступал с несколькими трио, составленными из музыкантов равного уровня известности и регулярно называемых «супертрио»: с Даниилом Крамером и Георгием Гараняном, с Даниилом Крамером и Аркадием Шилклопером, с аккордеонистом Владимиром Данилиным и бас-гитаристом Алексом Ростоцким. По ходу карьеры он принимал участие во множестве международных джазовых и блюзовых фестивалей, сотрудничал со многими знаменитыми музыкантами, среди которых, помимо упомянутых выше, Алексей Козлов, Давид Голощёкин, Игорь Бутман, Сергей Манукян, Игорь Кантюков, Сергей Гурбелошвили, Андрей Кондаков и др. Среди иностранных музыкантов, с которыми Кузнецов выступал на одной сцене и сотрудничал — Дюк Эллингтон, Дейв Брубек, Тэд Джонс, Боб Джеймс, Гэри Бёртон, Стив Своллоу, Пат Мэтини, Херб Эллис, Тутс Тилеманс, Расселл Малоун и пр.
В 2019-м году Кузнецов перенёс инсульт, ограничивший подвижность его правой руки, однако уже в 2021-го возобновил выступления.

## Влияния, манера игры, репертуар
Интерес Кузнецова к гитаре возник в старших классах школы. Вдохновляясь музыкой отца, Кузнецов начал самостоятельно изучать гитару, заимствуя принадлежащие отцу инструменты, и подбирать аккорды и мелодии на слух, не зная нотной грамоты и опираясь на визуальные впечатления от его игры. Среди повлиявших на своё творчество в ранние годы мастеров джазовой гитары называет Херба Эллиса, Кенни Бёррела и Уэса Монтгомери. У Монтгомери Кузнецов перенял манеру игры, при которой большой палец левой руки используется непосредственно для формирования аккордов, а не в качестве опоры для кисти.
Кузнецов считает главными интересами своих ранних лет как гитариста гармонию и ритм, что привело к долгому периоду его работы в первую очередь в качестве аккомпаниатора.
Основную часть его репертуара занимает традиционный корпус общепринятых джазовых стандартов.
Профессиональное становление в советскую эпоху, необходимость исполнения официально одобряемых произведений и долгая работа с популярным эстрадно-песенным репертуаром привели Кузнецова к знанию трудов советских композиторов, работавших на грани джазово-эстрадной стилистики. Уже в постсоветский период Кузнецов неоднократно исполнял и записывал пьесы такого рода, в том числе в специально созданном проекте Light Jazz в сотрудничестве с известным вокалистом Валерием Сюткиным.
Кузнецов пишет собственную музыку, некоторые из его пьес признаны в качестве отечественных джазовых стандартов и исполняются другими музыкантами: «Заводные игрушки» (1967), «Алеша» (1968), «Испания» (1978), «Голубой коралл» (1980), «Самба», «Аэробика» (1984), «Елена и Маргарита» (1985), «Блюз Басманной улицы» (1987).
В последние годы он обращается к обработкам произведений из музыкальных жанров, не связанных с джазом — например, The Beatles, Depeche Mode, Майкла Джексона. Среди других нечастых исключений — обращение к стилистике свободной ансамблевой импровизации.
Сложившийся стиль Кузнецова можно охарактеризовать как традиционный свинг с широким применением смешанной аккордово-мелодической техники, в которой сочетаются активное развитие мелодических линий и плотная аккордовая фактура. Кузнецов часто имитирует с помощью полуприжатых струн ритмы латиноамериканских ударных.

## Технический инструментарий
В юношеском возрасте Кузнецов, как и подавляющее большинство советских музыкантов того времени, не имел возможности свободно выбирать качественную аппаратуру для использования и формировал свой технический арсенал стихийным образом.
Первый собственный звукосниматель Кузнецов приобрёл у венгерского гитариста-гастролёра, выступавшего на показе мод во дворце культуры «Крылья Советов». Он был использован для озвучивания гитары Gibson 1911 года выпуска, принадлежавшего отцу Кузнецова, во время первых выступлений со школьным ансамблем. Другие инструменты, принадлежавшие в разное время его отцу и использованные им в годы исполнения музыки на любительском уровне - гитары Rekord (Германия) и Migma (производства ГДР) со звукоснимателем Relog.
В первые годы профессиональной карьеры Кузнецов улучшал свой технический арсенал, выкупая инструменты и усилители у старшего коллеги Николая Громина.
Работая в государственных оркестрах, Кузнецов из-за дефицита оборудования пользовался аппаратурой, официально принадлежавшей коллективам. Работая в оркестре кинематографии, с 1977 по 1992 год он играл на принадлежащей оркестру электрогитаре Gibson модели «Super 400 CES» производства 1956 года, которую был вынужден сдать через несколько лет после увольнения. Эта гитара звучит на его ключевых альбомах — «Голубой коралл», «Концерт в Олимпийской деревне» и т.п. Инструмент был в итоге передан в собственность артисту при непосредственном участии Министра культуры РФ Владимира Мединского в марте 2019 года. Аналогичным образом использовался принадлежащий оркестру под управлением Юрия Силантьева усилитель Vox AC30 (им Кузнецов пользовался на записях с Московских джазовых фестивалей 1967 и 68 гг.).
На альбомах «Джанго«» и «Спустя десять лет», записанных с Николаем Громиным, Кузнецов играет на немецкой гитаре Framus, что явно отражено в выходных данных альбомов.
В последние годы, помимо Gibson Super 400 CES, Кузнецов играл на авторских инструментах, изготовленных мастерами Вячеславом Латышевым и Кириллом Дубковым (хронологически первый из них получил название «Юрий Гагарин»). В поисках уникального звучания Кузнецов комбинирует на одном из инструментов типы струн — четыре нейлоновые и две (первая и вторая) стальные. Также Алексей Алексеевич часто выступал с гитарой (на фото), сделанной в 1998 году мастером Валерием Гуляевым. В его арсенале — усилители AER (Германия), басовый Polytone производства 1970-х (Канада). Кузнецов использует в основном струны D'Addario.
Кузнецов принципиально работает только прямым, необработанным звуком, без использования спецэффектов. Единственным исключением в его карьере является альбом «Голубой коралл».

## Избранные награды и достижения
- 31 июля 1989 года присвоено звание Заслуженного артиста РСФСР
- Неоднократно был назван лучшим джазовым гитаристом страны[11].
- 24 сентября 2001 года присвоено звание Народного артиста Российской Федерации[8]
- В 2008 году выбран «лицом номера» (фото на обложке и титульный материал) в августовском выпуске журнала «Джаз.Ру»[12].

## Семья
Дедушка (по материнской линии) — Александр Ильич Егоров (1883-1939), советский военачальник, маршал РККА. Получил музыкальное образование, имел прекрасный баритон (стажировался в Италии), играл на скрипке. Расстрелян в 1939 году.
Бабушка (по материнской линии) — Варвара Александровна Егорова (в девичестве Васильева)
Мать — Татьяна Александровна Кузнецова (в девичестве Егорова), преподаватель в институте иностранных языков им. Мориса Тореза
Отец — Алексей Алексеевич Кузнецов-старший, выпускник Института геодезии и картографии. Работал в ансамбле МХАТ, в Эстрадно-симфоническом оркестре Центрального телевидения и Всесоюзного радио под управлением Юрия Силантьева, в Москонцерте, в театре Советской Армии, в квартете Бориса Тихонова, в Государственном Джаз-оркестре СССР под управлением Виктора Кнушевицкого. Аккомпанирует Марку Бернесу в знаменитой песне Никиты Богословского «Тёмная ночь», получившей всенародную известность по фильму «Два бойца». Участвует среди прочего в 1961 году в записи музыкального сопровождения к аудио-спектаклю «Незнайка». Записи с его участием издавались на фирме грамзаписи «Мелодия» одновременно с записями сына (с указанием артиста в формате «А. Кузнецов» или «Алексей Кузнецов», что ведёт к путанице в дискографии обоих артистов.
Жена — Маргарита Фадеева, сокурсница по музыкальному училищу (брак заключён в 1961 г.)
- Дети: Алексей и Елена
  - Внуки: Егор, Федор, Ярослав и Арсений.

## Избранная дискография и прочие работы

### Избранные основные релизы (аудио- и видео-)
К избранным релизам отнесены записи, в которых Алексей Кузнецов играет роль лидера, полноправного солидера или явно выделенного в списке прочих солиста. «»
| Год  | Исполнитель (как указано на обложке)                                                  | Название диска (или исполненные композиции для альбомов-миньонов, не имеющих собственного названия)                     | Лейбл звукозаписи, каталожный номер | Формат                    | Исполнители (только для релизов, где указан полный список) и примечания |
| ---- | ------------------------------------------------------------------------------------- | --- | ----------------------------------- | ------------------------- | --- |
| 1969 | Квартет Игоря Бриля                                                                   | «Осень в Серебряном Бору»; «Туманность»; «Девушка из Ипанимы»                                                           | Мелодия Д33-00026335/36             | LP 7", моно               | Игорь Бриль (электроорган), Алексей Кузнецов (гитара), Алексей Исплатовский (бас), Игорь Левин (ударные) |
| 1971 | Алексей Кузнецов                                                                      | «Босса-Нова»; «Испанские напевы»; «Посвящение»                                                                          | Мелодия Д-00030207/08               | LP 7", моно               | Алексей Кузнецов (гитара), Эстрадный оркестр под управлением Алексея Мажукова |
| 1973 | Московский квартет «Гитара»                                                           | «Гляжу в озера синие»; «Миссисипи»; «Мелодия из к/ф «Мужчина и женщина»; «Бразильская самба»                            | Мелодия 33Д-00034063/64             | LP 7", моно               | Николай Громин (гитара), Алексей Кузнецов (гитара), Валерий Буланов (ударные), Владимир Чернов (контрабас) |
| 1973 | Московский квартет «Гитара»                                                           | «Миссисипи», «Бразильская самба»                                                                                        | Мелодия ГД 0003385                  | LP 7'" моно (гибкий диск) | Николай Громин (гитара), Алексей Кузнецов (гитара), Валерий Буланов (ударные), Владимир Чернов (контрабас) |
| 1973 | Эстрадный оркестр п/у Константина Кримеца                                             | Алексей Мажуков. Песни / Оркестровые пьесы («Пробуждение»; «Праздник ритма»; «Загадочные тени»; «Причитание»; «Облака») | Мелодия 33Д-034234                  | LP, моно                  | Эстрадный оркестр п/у Константина Кримеца, солисты: Игорь Бриль (фортепиано, электроорган), Борис Ривчун (кларнет), Алексей Кузнецов (гитара), Геннадий Гольштейн (флюгельгорн)                                                                                               |
| 1977 | Трио Леонида Чижика                                                                   | Джордж Гершвин. Популярные мелодии                                                                                      | Мелодия С60—08625/26                | LP, стерео                | Леонид Чижик (фортепиано), Алексей Исплатовский (контрабас), Алексей Кузнецов (гитара). Существует один из вариантов переиздания с перепутанными подписями под фотографиями Кузнецова и Исплатовского.                                                                        |
| 1978 | Игорь Назарук, Алексей Кузнецов, Алексей Исплатовский, Андрей Чернышев                | Утверждение | Мелодия С60-10897/98                | LP, стерео                | Игорь Назарук (фортепиано), Алексей Кузнецов (гитара), Алексей Исплатовский (контрабас), Андрей Чернышев (ударные) |
| 1978 | Алексей Кузнецов, Николай Громин                                                      | Джанго. Джазовые Композиции                                                                                             | Мелодия С60-11247/48                | LP, стерео                | Алексей Кузнецов (гитара), Николай Громин (гитара) |
| 1981 | Алексей Кузнецов                                                                      | Голубой Коралл | Мелодия С60-15527/28 СМ00935        | LP, стерео MC, стерео     | Алексей Кузнецов (гитара), Игорь Назарук (фортепиано, полимуг), Алексей Исплатовский (контрабас, бас-гитара), Андрей Чернышев (ударные), Александр Гореткин (конги) |
| 1981 | Алексей Кузнецов                                                                      | Алексей Кузнецов, гитара (альтернативная обложка, альтернативное название)                                              | Мелодия С60-15527/28 СМ00935        | LP, стерео MC, стерео     | Алексей Кузнецов (гитара), Игорь Назарук (фортепиано, полимуг), Алексей Исплатовский (контрабас, бас-гитара), Андрей Чернышев (ударные), Александр Гореткин (конги) |
| 1981 | Мурад Кажлаев                                                                         | Танцуй весёлый «Лам-Бенд-Вок». Джазовая, танцевальная музыка в старых и новых ритмах                                    | Мелодия С60-15533-34                | LP, стерео                | Квартет солистов оркестра Госкино СССР: Игорь Назарук (фортепиано, орган, синтезатор), Алексей Кузнецов (гитара), Алексей Исплатовский (контрабас, бас-гитара), Андрей Чернышев (ударные)                                                                                     |
| 1985 | -                                                                                     | Концерт в Олимпийской деревне                                                                                           | Мелодия С60-22851/52                | LP, стерео                | Алексей Кузнецов (гитара), Анатолий Соболев (контрабас), Борис Кузнецов (бонги), Игорь Бриль (фортепиано), Тийт Паулус (гитара) |
| 1985 | Alexei Kuznetsov                                                                      | Blue Coral | East Wind Records MC-20648          | LP, стерео                | Алексей Кузнецов (гитара), Игорь Назарук (фортепиано, полимуг), Алексей Исплатовский (контрабас, бас-гитара), Андрей Чернышев (ударные), Александр Гореткин (конги). Американское переиздание работы 1981 года с альтернативной обложкой.                                     |
| 1988 | Алексей Кузнецов                                                                      | Концерт В Олимпийской Деревне #2                                                                                        | Мелодия А60-00363/64                | LP, стерео                | Алексей Кузнецов, Алекс Ростоцкий, Сергей Чернышов, Daniel Martin |
| 1989 | Алексей Кузнецов, Николай Громин                                                      | Спустя Десять Лет | Мелодия С60-27921/22                | LP, стерео                | Алексей Кузнецов (гитара), Николай Громин (гитара) |
| 1989 | Igor Bril Quartet                                                                     | Igor Bril & The All-Star Soviet Jazz Band: Live at Village Gate                                                         | Mobile Fidelity Sound Lab MFCD 861  | CD                        | Александр Осейчук (саксофон), Виктор Двоскин (контрабас), Алексей Кузнецов (гитара), Игорь Бриль (фортепиано) |
| 1996 | Алексей Кузнецов                                                                      | Голубой Коралл плюс | SoLyd Records SLR 0054              | CD, стерео                | Алексей Кузнецов (гитара), Игорь Назарук (фортепиано, полимуг), Алексей Исплатовский (контрабас, бас-гитара), Андрей Чернышев (ударные), Александр Гореткин (конги), Игорь Бриль (фортепиано), Александр Ростоцкий (бас), Сергей Чернышов (вибрафон), Николай Громин (гитара) |
| 1997 | Георгий Гаранян, Алексей Кузнецов, Даниил Крамер                                      | Соло для трио | МП «Авторская песня» FAS CC-0030    | MC / CD                   | Георгий Гаранян, Алексей Кузнецов, Даниил Крамер |
| 1998 | Nikolay Gromin & Alexey Kuznetsov                                                     | True Friends | Boheme Music CDBMR 906073           | CD                        | Алексей Кузнецов (гитара), Николай Громин (гитара); переиздание дуэтных работ 1978 и 1989 гг) |
| 1998 | Vladimir Danilin / Alexei Kuznetsov / Alex Rostotsky with Jacov Okun and Eduard Zizak | Once I Loved | Boheme Music CDBMR 812031           | CD                        | Владимир Данилин (аккордеон), Алексей Кузнецов (гитара), Алекс Ростоцкий (бас), Яков Окунь (клавишные), Эдуард Зизак (ударные) |
| 2005 | Алексей Кузнецов                                                                      | Концерт в Олимпийской деревне 25 ноября 1984 года                                                                       | Мелодия MEL CD 60 00995             | CD                        | Алексей Кузнецов (гитара), Анатолий Соболев (контрабас), Борис Кузнецов (бонги), Игорь Бриль (фортепиано), Тийт Паулус (гитара); переиздание LP 1985 года |
| 2006 | Alexei Kuznetsov                                                                      | Concert In The Olympic Village, October 24, 1987                                                                        | Мелодия MEL CD 60 00987             | CD                        | Алексей Кузнецов (гитара), Александр Ростоцкий (бас-гитара ), Сергей Чернышов (вибрафон), Daniel Martin (ударные), Николай Громин (гитара), Валерий Колесников (труба); переиздание LP 1988 года с добавлением бонус-треков с концертных записей более раннего периода        |
| 2007 | Alexei Kuznetzov                                                                      | Come Rain Or Come Shine                                                                                                 | Мелодия MEL CD 60 01096             | CD                        | Алексей Кузнецов (гитара), Алексей Подымкин (фортепиано), Евгений Рябой (ударные), Андрей Дудченко (контрабас), Сергей Васильев (контрабас), Константин Горшков (саксофон) |
| 2008 | Ildar Kazakhanov & Alexei Kuznetzov                                                   | Alone Together | Bomba-Piter CDMAN337-08             | CD                        | Ильдар Казаханов (гитара), Алексей Кузнецов (гитара), Роберт Пилякальнис (контрабас), Алексей Шихов (ударные) |
| 2008 | Алексей Кузнецов                                                                      | 45 Лет В JAZZ'e | Мелодия MEL CD 60 01234             | CD                        | - |
| 2008 | Алексей Кузнецов                                                                      | Полвека в джазе | One Records                         | DVD                       | - |
| 2009 | Алексей Кузнецов                                                                      | Полвека в джазе: продолжение                                                                                            | -                                   | DVD                       | - |
| 2010 | Aleksey Kuznetsov                                                                     | The Best & New | GRM GRM-001-CD                      | CD                        | не указаны в выходных данных диска |
| 2010 | Алексей Кузнецов                                                                      | Полвека в джазе: часть третья                                                                                           | -                                   | DVD                       | - |
| 2017 | Алексей Кузнецов                                                                      | Избранное | ArtBeat Music AB-CD-11-2017-033     | CD                        | - |
| 2018 | Алексей Кузнецов и друзья                                                             | Happy Jazz Day | ArtBeat Music AB-CD-03-2118-125     | CD                        | Алексей Кузнецов (гитара), Алексей Подымкин (фортепиано), Вартан Бабаян (ударные), Дарья Чернакова (контрабас), Евгений Онищенко (контрабас), Максим Шибин (гитара) |
| 2018 | Алексей Кузнецов                                                                      | Live В Клубе Алексея Козлова                                                                                            | ArtBeat Music AB-CD-03-2018-131     | CD                        | Алексей Кузнецов (гитара), Максим Шибин (гитара), Алексей Подымкин (фортепиано), Евгений Онищенко (контрабас), Вартан Бабаян (ударные) |

### Прочие работы
Представлены сборники и компиляции, сессионная деятельность, участие в записи в качестве приглашённого гостя без определения своим участием стилистики и содержания релиза в целом.
| год  | название альбома                                                                            | Лейбл звукозаписи, каталожный номер      | Формат                      | Исполненные композиции и список исполнителей (для пьес с участием Алексея Кузнецова) |
| ---- | ------------------------------------------------------------------------------------------- | ---------------------------------------- | --------------------------- | --- |
| 1965 | Джаз-65                                                                                     | Мелодия С-01159 (стерео) Д-017017 (моно) | LP                          | «Вечерняя песня». Квартет Владимира Кулля: Алексей Кузнецов (гитара), Владимир Кулль (фортепиано), Владимир Смоляницкий, (контрабас), Александр Салганник (ударные) |
| 1967 | Джаз-67. Третья пластинка                                                                   | Мелодия Д 020988 С 01890                 | LP                          | «Заводные игрушки». Трио Алексея Кузнецова: Алексей Кузнецов (гитара), Анатолий Соболев (контрабас), Игорь Левин (ударные) |
| 1968 | Джаз-68. Пятый Московский фестиваль молодежных ансамблей                                    | Мелодия Д-024284                         | LP                          | «Алёша». Трио Алексея Кузнецова: Алексей Кузнецов (гитара), Иван Васенин (контрабас), В.Сосунов (ударные) |
| 1977 | Музыкальный журнал «Кругозор» №6/1977                                                       | Мелодия Г92-06177                        | LP 7'" стерео (гибкий диск) | «Фантазия на мелодии Ф.Черчилля из к/ф «Белоснежка и семь гномов». Леонид Чижик (фортепиано), Алексей Кузнецов (гитара), Алексей Исплатовский (контрабас) |
| 1978 | Джаз-78. По страницам VI Московского фестиваля советской джазовой музыки (первая пластинка) | Мелодия С60-11425-26                     | LP                          | «Верные друзья». Алексей Кузнецов (гитара), Николай Громин (гитара) |
| 1980 | Андрей Эшпай. Воспоминания                                                                  | Мелодия М60-42636                        | LP, моно                    | «Воспоминания». Джаз-квартет: Игорь Назарук (фортепиано), Алексей Кузнецов (гитара), Алексей Исплатовский (контрабас), Михаил Ковалевский (ударные) |
| 1980 | Джаз-78. По страницам VI Московского фестиваля советской джазовой музыки (вторая пластинка) | Мелодия С60–11979                        | LP, стерео                  | «Читая Межелайтиса», «Горный серпантин». Ансамбль под управлением Игоря Якушенко: Алексей Кузнецов (гитара), Леонид Гарин (вибрафон), Игорь Якушенко (фортепиано), Виктор Двоскин (контрабас), Виктор Михалин (ударные), Владимир Якушенко (бонги) |
| 1981 | Музыкальный журнал «Кругозор» №3/1981                                                       | Мелодия Г92-08510                        | LP 7'" стерео (гибкий диск) | «Колыбельная», «Всё хорошо». Алексей Кузнецов (гитара) |
| 1981 | Оскар Фельцман. После дождя                                                                 | Мелодия С60-16628                        | LP, стерео                  | «Песенный цикл «Испанские сюжеты». Оркестр симфонической и эстрадной музыки Центрального телевидения и Всесоюзного радио под управлением Александра Михайлова, Алексей Кузнецов (гитара) |
| 1982 | Журнал «Клуб и художественная самодеятельность» №20/1982 (аудио-приложение)                 | Мелодия Г92-09547                        | LP 7'" стерео (гибкий диск) | «Секреты гитары. Рассказ о приёмах гитарной игры и фрагменты «Колыбельной» Дж.Гершвина». Алексей Кузнецов (гитара) |
| 1982 | Журнал «Клуб и художественная самодеятельность» №22/1982 (аудио-приложение)                 | Мелодия Г92-09648                        | LP 7'" стерео (гибкий диск) | (список пьес указан в формате «Джазовые композиции»). Алексей Кузнецов (гитара) |
| 1982 | Джаз-82. VIII Московский фестиваль джазовой музыки (первая пластинка)                       | Мелодия С60 19121 001                    | LP, стерео                  | «Си-джем блюз». Ансамбль солистов «Джаз плюс джаз»: Игорь Бриль (фортепиано), Алексей Кузнецов (гитара), Анатолий Соболев (контрабас), Валерий Буланов (ударные) |
| 1982 | Джазовые композиции                                                                         | Мелодия СМ01021                          | MC                          | «Верные друзья». Ансамбль Алексея Кузнецова |
| 1983 | Осенние ритмы-83. С концертов Ленинградского фестиваля джазовой музыки                      | Мелодия C60 21539 005                    | LP                          | «Мой грустный возлюбленный». Алексей Кузнецов (гитара) и Валерий Колесников (труба) |
| 1984 | Андрей Петров. Музыка из кинофильма «Жестокий романс»                                       | Мелодия С60 21823 001                    | LP                          | «Романс о романсе», «Снегурочка», «Любовь — волшебная страна», «Под лаской плюшевого пледа», «А напоследок я скажу». Алексей Кузнецов (гитара), Михаил Кочетков (гитара), Валентина Пономарёва (вокал), оркестр Госкино СССР, дирижёр Сергей Скрипка |
| 1985 | Валерий Золотухин. Любовь и ненависть                                                       | Мелодия С60 22721 006 CD 60 00838        | LP (1985) CD (1995)         | (весь диск) Алексей Кузнецов (гитара), инструментальный ансамбль |
| 1985 | Игорь Назарук. И пробудился лес... (джазовые импровизации)                                  | Мелодия СМ 01445                         | MC                          | В выходных данных одноимённой виниловой пластинки (Мелодия С60 23063) участие Алексея Кузнецова не указано. В данных аудиокассеты указано участие одного и того же состава - Игорь Назарук (фортепиано), Алексей Кузнецов (гитара), Алексей Исплатовский (контрабас), Андрей Чернышев (ударные) - в пьесах «Н. и А.» (запись 1978 г.) и «Сын старого мастера», «Блюз и семь гномов», «День рождения» (запись 1985 г.). Налицо ошибка, т.к. в последних трёх треках звучит только сольное фортепиано. Участие полноценного ансамбля следует учитывать в записи пьесы «Это останется с нами (композиция на тему Вагифа Мустафа-заде «Клавиши, щётки, струны»), запись 1978 г. |
| 1986 | Фестиваль джазовой музыки «Тбилиси-86»                                                      | Мелодия СМ 01558                         | MC                          | «Волна». Трио Алексея Кузнецова (исполнители не указаны) |
| 1987 | Я выйду на бульвар. Поют артисты театра «Современник»                                       | Мелодия С60 25492                        | LP                          | «А может, неправ я, ребята. Песня из моноспектакля «1941». Валентин Никулин (вокал), Алексей Кузнецов (гитара) |
| 1987 | Андрей Эшпай. Инструментальные пьесы                                                        | Мелодия С10 26083 006                    | LP                          | «Прелюдия». Алексей Кузнецов (гитара), эстрадно-симфонический оркестр Центрального телевидения и Всесоюзного радио СССР под управлением Александра Петухова |
| 1988 | Журнал «Клуб и художественная самодеятельность» №13/1988 (аудио-приложение)                 | Мелодия Г92-12552                        | LP 7'" стерео (гибкий диск) | «Рассказы о гитаре». Алексей Кузнецов (гитара) |
| 1989 | Валентин Никулин. Моё поколение                                                             | Мелодия С60 29329 004                    | LP                          | «19 октября», «Мы похоронены где-то...», «Как мне странно...», «Когда я вернусь», «Наполним музыкой сердца», «Да, мой любимый...». Валентин Никулин (вокал), Алексей Кузнецов (гитара) |
| 1990 | Эльдар Рязанов. У природы нет плохой погоды                                                 | Мелодия С60 28537 002                    | LP                          | «Волшебная страна». Валентина Пономарёва (вокал), Алексей Кузнецов (гитара), Михаил Кочетков (гитара) |
| 1995 | Jazz At The Old Fortress. Siberian Jazz Festival at Novokuznetsk                            | Мелодия CD 60 00341                      | CD                          | «Ты - это всё». Алексей Кузнецов (гитара), Георгий Гаранян (саксофон) |
| 2001 | В Гостях У «Джаз-Аккорда» (из фонотеки музыкального салона «Аккорд», выпуск 3)              | Accord Music                             | CD                          | (Алексей Кузнецов указан в числе музыкантов без детализации участия в записи композиций) |
| 2003 | Звезды V Московского международного фестиваля «Джаз в саду Эрмитаж»                         | EverGreen Records EGJAZZ-012             | CD                          | «Господин Великий Новгород». All Stars Band: Андрей Товмасян (труба), Владимир Данилин (аккордеон), Алексей Кузнецов (гитара), Виктор Подкорытов (саксофон), Игорь Кантюков (контрабас), Александр Гореткин (ударные) |
| 2004 | Советский джаз. Собрание сочинений. Том 1                                                   | Мелодия MEL CD 60 00776                  | CD                          | «Импровизация на тему Т. Хренникова из к/ф «Верные друзья». Исполнитель указан как «Алексей Кузнецов» |
| 2004 | Звезды VI Московского международного фестиваля «Джаз в саду Эрмитаж»                        | EverGreen Records EGJAZZ-014             | CD                          | «Papa Loves Mambo». Анна Бутурлина и ее ансамбль: Анна Бутурлина (вокал), Алексей Кузнецов (гитара), Владимир Галактионов (труба), Виктор Подкорытов (саксофон), Владимир Нестеренко (фортепиано), Сергей Васильев (контрабас), Евгений Рябой (ударные) |
| 2005 | Музыка для отдыха. Soviet Easy Listening                                                    | Мелодия MEL CD 60 00959                  | CD                          | «Посвящение», «Босса-нова (Алёша)». Алексей Кузнецов (гитара), оркестр под управлением Алексея Мажукова |
| 2006 | Vladimir Danilin. Get Happy: Accordion in Jazz                                              | EverGreen Records EGJAZZ-016             | CD                          | (только в треках с гостевым участием Алексея Кузнецова (гитара): Владимир Данилин (аккордеон), Алексей Исплатовский (бас), Игорь Кондур бас), Игорь Виноградов (бас), Владимир Морозов (ударные), Дмитрий Власенко (ударные), Эдуард Зизак (ударные) |
| 2006 | Anna Buturlina. My Favorite Songs                                                           | EverGreen Records                        | CD                          | Алексей Кузнецов - приглашённый гость |
| 2012 | Феликс Лахути и друзья. UniversaLove                                                        | ArtBeat Music AB-CD-04-2012-013          | 2CD                         | - |

### Цифровые релизы
Представлены альбомы, изданные исключительно в цифровом виде (за исключением синглов)
| год         | исполнитель                           | название альбома                      | Лейбл звукозаписи, каталожный номер | Исполнители (только для релизов, где указан полный список) и примечания |
| ----------- | ------------------------------------- | ------------------------------------- | ----------------------------------- | --- |
| 2007        | Алексей Кузнецов                      | Бар-А-Клубная Музыка (Live)           | GMC                                 | (нет информации) |
| 2020        | Алексей Кузнецов, Сергей Гурбелошвили | Beautiful Friendship                  | Bomba-Piter                         | Алексей Кузнецов (гитара), Сергей Гурбелошвили (саксофон) |
| (не указан) | Алексей Кузнецов                      | Solo Guitar. Часть 1                  | Bomba-Piter Fonman 2328             | Алексей Кузнецов (гитара) |
| (не указан) | Алексей Кузнецов                      | Джазовый блюз Алексея Кузнецова       | Bomba-Piter Fonman 3186             | Алексей Кузнецов (гитара), Павел Козлов (вокал), Денис Шушков (контрабас), Борис Савельев (ударные), Владимир Капырин (клавишные), Максим Шибин (гитара), Антон Лукьянчук (ударные) |
| (не указан) | Алексей Кузнецов                      | Полвека в джазе. Начало. Часть 1      | Bomba-Piter Fonman 3210             | Алексей Кузнецов, Владимир Василевский, Лев Лебедев, Сергей Чернышов, Игорь Бриль, Анатолий Соболев, Алекс Ростоцкий, Виктор Вист, Борис Кузнецов |
| (не указан) | Алексей Кузнецов                      | Полвека в джазе. Продолжение. Часть 1 | Bomba-Piter Fonman 3266             | Алексей Кузнецов, Александр Гореткин, Алексей Исплатовский, Денис Шушков, Владимир Капырин, Б. Савельев, Владимир Данилин, Сергей Гурбелошвили, Валерий Прудовский, Евгений Рябой, Константин Горшков, Синтез-бэнд Анатолия Василевского, Даниил Крамер, Георгий Гаранян, Анатолий Соболев, Биг-бэнд Владимира Василевского, Диксиленд Льва Лебедева, Сергей Чернышов, Игорь Бриль, Алекс Ростоцкий, Виктор Вист, Борис Кузнецов |
| (не указан) | Алексей Кузнецов                      | Полвека в джазе. Продолжение. Часть 2 | Bomba-Piter Fonman 3274             | Алексей Кузнецов, Сергей Гурбелошвили, Николай Громин, Олег Осенков, Давид Ткебучава, Максим Шибин, Лев Кушнир, Игорь Кондур, Эдуард Зизак, Игорь Бриль, Сергей Манукян, Рейн Раннап |

### Фильмография
- "Всего шесть струн". Играет Алексей Кузнецов (Гостелерадио СССР, творческое объединение "Экран", 1984).